# 宮城県警察航空隊
宮城県警察航空隊（みやぎけんけいさつこうくうたい　Miyagi Prefectural Police Aviation Unit）は、宮城県警察の警察ヘリコプターを運用している組織。宮城県警察の機関であり、基地は陸上自衛隊霞目飛行場内に所在する。

## 沿革
- 1973年（昭和48年）7月 - 宮城県警察航空隊が発足し、ヘリコプター「あおば」を配備する。
- 1982年（昭和57年）3月 - 航空隊庁舎を竣工する。
- 1993年（平成5年）8月 - ヘリコプター「まつしま」を配備する。
- 1994年（平成6年）1月 - ヘリコプター2代目「あおば」を配備する。
- 1999年（平成11年）8月 - ヘリコプター「くりこま」を配備する。3機体制。
- 2007年（平成19年）2月 - ヘリコプター2代目「くりこま」を配備する。
- 2013年（平成25年）12月 - ヘリコプター2代目「まつしま」を配備する。
- 2015年（平成27年）3月 - ヘリコプター2代目「あおば」引退、2機体制。

## ヘリコプター諸元
- くりこま
  - 型式：アグスタ式A109E型
  - 登録番号：JA109M

- まつしま
  - 型式：アグスタ式AW139型
  - 登録番号：JA139M

## 搭載機材
- 救助ホイスト
- ヘリコプターテレビシステム